# بو سونگ-کوان
بو سونگ-کوان (کره‌ای: 부승관؛ انگلیسی: Boo Seung-kwan؛ زادهٔ ۱۶ ژانویه ۱۹۹۸)، که بیشتر با نام سونگ‌کوان شناخته می‌شود، خواننده و ترانه‌سرای اهل کره جنوبی زیر نظر پلدیس انترتینمنت است. او یکی از اعضای گروه پسرانهٔ کره‌ای سونتین و در «زیر مجموعهٔ وکال» است.